# Гондурас на Олимпийских играх
Спортсмены Гондураса принимали участие в 12 летних и одних зимних Олимпийских играх. Дебютировали на летних Олимпийских играх 1968 года в Мехико и с тех пор участвовали во всех летних играх, кроме Игр 1972 года в Мюнхене и Игр 1980 года в Москве. В зимних Олимпийских играх спортсмены Гондураса приняли участие всего один раз — на Играх 1992 года в Альбервилле. Спортсмены Гондураса никогда не завоёвывали Олимпийских медалей.
В 2016 году олимпийская сборная Гондураса по футболу была близка к завоеванию медалей на Играх в Рио-де-Жанейро. В группе гондурасцы обыграли алжирцев (3:2), проиграли португальцам (1:2) и сыграли вничью с аргентинцами (1:1). В 1/4 финала со счётом 1:0 победили корейцев. Однако в полуфинале сборная Гондураса уступила хозяевам бразильцам 0:6, а в матче за третье место — Нигерии (2:3).

## Таблица медалей
| Игры                | Спортсменов         | Золото              | Серебро             | Бронза              | Всего               | Место               |
| ------------------- | ------------------- | ------------------- | ------------------- | ------------------- | ------------------- | ------------------- |
| 1968 Мехико         | 6                   | 0                   | 0                   | 0                   | 0                   | -                   |
| 1972 Мюнхен         | не принимал участие | не принимал участие | не принимал участие | не принимал участие | не принимал участие | не принимал участие |
| 1976 Монреаль       | 3                   | 0                   | 0                   | 0                   | 0                   | -                   |
| 1980 Москва         | не принимал участие | не принимал участие | не принимал участие | не принимал участие | не принимал участие | не принимал участие |
| 1984 Лос-Анджелес   | 10                  | 0                   | 0                   | 0                   | 0                   | -                   |
| 1988 Сеул           | 8                   | 0                   | 0                   | 0                   | 0                   | -                   |
| 1992 Барселона      | 10                  | 0                   | 0                   | 0                   | 0                   | -                   |
| 1996 Атланта        | 7                   | 0                   | 0                   | 0                   | 0                   | -                   |
| 2000 Сидней         | 20                  | 0                   | 0                   | 0                   | 0                   | -                   |
| 2004 Афины          | 5                   | 0                   | 0                   | 0                   | 0                   | -                   |
| 2008 Пекин          | 25                  | 0                   | 0                   | 0                   | 0                   | -                   |
| 2012 Лондон         | 27                  | 0                   | 0                   | 0                   | 0                   | -                   |
| 2016 Рио-де-Жанейро | 25                  | 0                   | 0                   | 0                   | 0                   | -                   |
| 2020 Токио          | 27                  | 0                   | 0                   | 0                   | 0                   | -                   |
| Итого               | Итого               | 0                   | 0                   | 0                   | 0                   |                     |

| Игры            | Спортсменов | Золото | Серебро | Бронза | Всего | Место |
| --------------- | ----------- | ------ | ------- | ------ | ----- | ----- |
| 1992 Альбервиль | 1           | 0      | 0       | 0      | 0     | -     |
| Всего           | Всего       | 0      | 0       | 0      | 0     |       |